# Google Glass
Google Glass — дослідження та розробка програм компанією Google для дисплея доповненої реальності, що кріпитиметься на голові (head-mounted display) і матиме вигляд окулярів. Метою проєкту Glass є створення хендс-фрі пристрою, що за функціональністю відповідатиме найсучаснішим смартфонам (відображатиме різноманітну інформацію, матиме можливість здійснювати телефонні дзвінки, відеодзвінки тощо) і керуватиметься за допомогою голосових команд, рухів головою та віртуальною клавіатурою.
Проєкт Glass є частиною проєкту Google X Lab, яка працювала з іншими футуристичними технологіями, наприклад такими, як самокерований автомобіль.
Google запатентувала дизайн проєкту Glass.
Хоча і Google Glass стали доступні по $1500 з 15 травня 2014 року, вже 15 січня 2015 року Google оголосила, що виробництво Glass призупиняється, зазначивши, що продукт закінчив свою експериментальну стадію в Google Labs. Розробка і виробництво продукта переноситься в інший підрозділ.

## Функціональність
Демонстраційне відео за лютий 2013 показує, як за допомогою окулярів можна:
- робити знімки та відео, а також одразу ж ділитися цим контентом через електронну пошту або соціальні мережі;
- пристрій керується за допомогою голосових команд, на кшталт «OK, Glass, зробити фото»;
- присутні відео-чати на кшталт Skype
- доступні інформаційні сервіси такі, як прогноз погоди, а також електронні карти місцевості.

Вся ця інформація з'являється у прозорому віконці у верхньому правому кутку поля зору користувача.
Ймовірно в майбутньому, компанія Google планує оснастити окуляри навушниками з кістковою провідністю. «Навушник» складатиметься з віброелементу, який використовується для передачі звуку користувачеві через контакт з головою.

## Хронологія розвитку
Проєкт «розумні окуляри» був анонсований в соціальній мережі Google+ інженером-електриком Бейбеком Парвіцом, який також працював над вбудовуванням дисплеїв в контактнілінзи, Стівом Лі, менеджером проєкту і «спеціалістом з геолокації») та Себастьяном Труном, який розробив Udacity, і працював над самокерованим автомобілем.
Google вперше продемонстрував новий продукт в 2012 році. Під час презентації «розумних окулярів» розробники та експерти могли придбати собі ознайомлювальну версію за 1500 доларів.
New York Times повідомила, що окуляри будуть доступні для громадськості за ціною що «наближена до вартості сучасних смартфонів» до кінця 2012 року, але інші джерела повідомляють, що окуляри не будуть доступні в 2012 році. Продукт (Google Glass Explorer Edition) буде доступний для американських розробників Google I/O за ціною $1500, доставка на початку 2013 року, той час як реліз версії для користувачів намічений на кінець того ж року.
Оприлюднене 20 лютого 2013 року відео свідчить про те, що теперішній дисплей окулярів набагато менше заважає баченню порівняно із тими моделями, що демонструвалися до сьогодні. До виходу ролика Google підготували конкурс, взяти участь у якому, зможуть до 8000 жителів США. Ті, хто до 27 лютого 2013 року оформлять попереднє замовлення на окуляри й додатково в Google+ або Twitter опублікують вигадану історію про те, як би вони використовували Google Project Glass у повсякденному житті, доповнивши розповідь фото або відео, першими зможуть випробувати гаджет у дії. Іншим охочим доведеться чекати офіційного релізу.
У лютому 2013 року компанія запрошує всіх охочих в США використовувати хештег #ifihadglass та пропонувати свої версії застосування окулярів.

## Права людини
Конвенція про захист прав людини і основоположних свобод (ч.1 ст.8) передбачає, що кожен має право на повагу до його приватного і сімейного життя. У зв'язку з цим багато хто вважає, що окуляри порушують це право.
Однак межі поваги особистого життя в конвенції не прописані. Як вважає Європейський суд з прав людини, що застосовує даний документ на практиці, «поняття приватного життя є широким і не може бути визначене вичерпно» (рішення у справі «Костелло Робертс проти Сполученого Королівства», 1993 р.), і «немає ні можливості, ні необхідності намагатися визначити вичерпним чином поняття приватного життя» (рішення у справі «Німіц проти Німеччини», 1992 р.).
При виникненні питання ЄСПЛ розглядає факт втручання в приватне життя людини в кожному окремому випадку на предмет відповідності вимогам, зазначеним у ч.2 ст.8 конвенції: органи державної влади не можуть втручатись у здійснення цього права (тобто передбаченого ч.1 цієї статті), за винятком випадків, коли втручання передбачене законом й необхідне в демократичному суспільстві в інтересах національної безпеки і громадського порядку, економічного добробуту країни, для запобігання заворушення чи злочинам, для захисту здоров'я чи моралі або для захисту прав і свобод інших осіб.
Звідси випливає, що Конвенція передбачає захист лише від держави: «органи державної влади не можуть втручатися …». Очевидно, що ця категорія стосується таких сфер, усередині яких кожна людина вільна розвивати це поняття й наповнювати його певним змістом. Таким чином, уважають юристи, приватне життя захищається, але не від самих себе: приватністю можна знехтувати або звузити до тих меж, які на цьому етапі розвитку суспільних відносин уважаються виправданими.

## Аналоги
Хоча дисплей-окулярів доповненої реальності це не нова ідея, проєкт привернув увагу засобів масової інформації в першу чергу підтримкою Google, а також в дизайном прототипу, який менше і тонше, ніж попередні концепції.
2008 року Apple запатентувала технологію лазерного дисплею, що кріпиться перед очима людини. Компанії Sony та Microsoft також свого часу отримали патенти на створення мініатюрних дисплеїв, що будуть розміщуватися перед очима людини.
Компанія LLVision Technology Co, засновниками якої є фахівці із Google, Lenovo, Microsoft і China Aeronautics Consortium, випустила окуляри з технологією розпізнавання осіб. На даний час китайська поліція використовує окуляри для затримання злочинців.

## Google Glass в Україні
У лютому 2013 року користувач Google+ Юрій Чернявський (Yuriy Chernyavskyy) [Архівовано 12 березня 2013 у Wayback Machine.] у своєму записі вперше повідомив про можливі сумніви відносно того, що Google Glass можливо буде легально використовувати, купувати та продавати, відповідно до чинного законодавства України. Річ у тім, що окуляри з вмонтованою камерою класифікуються Службою безпеки України як недозволене у вільному обігу шпигунське обладнання для прихованого отримання інформації. Тому Google Glass є заборонений для ввезення, тим, хто порушить цю заборону загрожує до 7 років ув'язнення.

## Цікаві факти
- 23 липня 2013 року стало відомо, що порноакторка Енді Сан Дімас разом з Джеймсом Діном зняла перший порнофільм за допомогою Google Glass.[10][11]